# Gnathophorisca
Gnathophorisca is een geslacht van vliesvleugeligen uit de familie Pteromalidae. De wetenschappelijke naam van dit geslacht is voor het eerst geldig gepubliceerd in 1969 door Hedqvist.

## Soorten
Het geslacht Gnathophorisca is monotypisch en omvat slechts de volgende soort:
- Gnathophorisca monstrosus Hedqvist, 1969